# Caratteristiche delle aree fabbricabili
Il valore delle singole aree fabbricabili è regolato da alcune caratteristiche che poi sono le stesse dei fabbricati:

## Le caratteristiche estrinseche
- La posizione
- La presenza di infrastrutture;
- Una classificazione zonale:
  - Zona centrale: che è il nucleo centrale della città nel quale sono presenti tutte le attività private fornitrici di servizi;
  - Zona periferica: che è la fascia di più recente insediamento e sono presenti le attività private fornitrici di servizi ma in minor misura rispetto alla zona centrale;
  - Zona di espansione: che è la fascia in cui si sta attuando l'urbanizzazione anche se numerosi terreni sono ancora agricoli e le attività private fornitrici di servizi sono inesistenti o limitate;
  - Zona agricola: che è quella con costruzioni rurali è assente di servizi privati e non esclude qualche richiesta di urbanizzazione;
  - Zona industriale: che è la zona destinata alle costruzioni industriali e la domanda di aree dipende dall'espansione dell'attività industriale.

## Le caratteristiche intrinseche
Sono:
- La grandezza cioè i terreni più piccoli valgono di più dei terreni più grossi;
- La forma geometrica cioè le forme regolari valgono di più in quanto quelle irregolari danno meno spazio alla costruzione architettonica;
- Lo sviluppo sul fronte pubblico cioè i terreni che si affacciano su zone più affollate valgono di più di terreni che si affacciano in zone meno affollate;
- Giacitura ed esposizione cioè le aree pianeggianti valgono di più perché comportano minor costo di produzione, l'esposizione è invece legata all'orientamento verso i punti cardinali;
- Natura del terreno cioè i più apprezzati sono quelli solidi e portanti;
- Distanza dalle reti pubbliche che influiscono sul valore in quanto gli allacciamenti comportano dei costi;

## Le caratteristiche giuridiche
Sono:
- La rispondenza dei fabbricati a tipici caratteri architettonici;
- L'altezza massima dei fabbricati costruibili;
- L'obbligo d'uso di certi materiali;
- L'indice di utilizzazione o rapporto di copertura:
- L'indice di edificabilità:
- Il tempo necessario ad ottenere la concessione edilizia.